# إرنست كورمير
إرنست كورميّر هو مهندس ومهندس معماري كندي، ولد في 5 ديسمبر 1885 في مونتريال في كندا، وتوفي في 1980.